# Chiesa di San Giorgio (Forlì)
La chiesa di San Giorgio, detta anche San Giorgio in Trentola, è una parrocchia della Diocesi di Forlì-Bertinoro, nella frazione che prende il nome di San Giorgio dalla chiesa stessa. Il termine Trentola si riferisce a un punto di riferimento della centuriazione romana.

## Storia
La chiesa viene ricordata per la prima volta in un documento dell'archivio capitolare del 10 giugno 1118, ma in questa zona il luogo di culto risale probabilmente a qualche secolo prima, dato che la zona è abitata fin dai tempi romani, come testimonia il toponimo.
Il 27 gennaio 1128, sotto il papato di Onorio II la chiesa viene donata, insieme a terreni circostanti, all'abate Pietro del monastero di San Mercuriale, come testimonia una nota del Libro Biscia (foglio 294).
L'amministrazione degli abati di San Mercuriale, mediante un vicario si protrae fino alla metà del XVI secolo quando comincia a essere amministrata dai vescovi di Forlì. 
Nel 1756 l'intervento dell'architetto Giuseppe Merenda modifica in forme settecentesche l'antica chiesa e fa abbattere la torre campanaria, che rimane allo stato di rudere.
La chiesa ottiene la possibilità di somministrare battesimo solo nel 1910.
Fra il 1926 e il 1932 per iniziativa del parroco don Eugenio Servadei Mingozzi, coadiuvato dal capomastro Pasquale Casadei, originario di San Giorgio, la chiesa viene riportata a forme più vicine allo spirito romanico. In questo contesto nel 1926 viene riedificato il campanile e realizzata la facciata (quella precedente era sul lato opposto e dunque cambia anche orientamento della chiesa, che passa ad avere la facciata a est) e il prospetto della canonica. L'intervento viene ricordato da un'elegante epigrafe murata in facciata, elaborata dal professor Tito Gironi. Le tre campane sono state realizzate a Vittorio Veneto dalla Fonderia De Poli. La maggiore è dedicata ai caduti in guerra originari della Parrocchia: Lolli Romeo, Ricci Francesco, Buzzi Anselmo, Ravaglia Augusto, Gelosi Sante, Ruffilli Giuseppe, Buzzi Romeo, Gelosi Quinto, Ravaioli Antonio, Sternini Quinto e Fringuelletti Ugo. Il muro di cinta risale al 1927.
Durante la Seconda Guerra Mondiale la canonica ospita le opere della Pinacoteca civica di Forlì, considerate meno a rischio rispetto alla collocazione in città. Nel 1940 vengono portati qui quindici dipinti. Il campanile viene minato dai tedeschi in ritirata, ma, a differenza di quello che accade in molte frazioni limitrofe, questo si salva grazie all'intervento del medico condotto, dottor Pretolani, che durante la notte taglia i fili delle mine già innescate, salvando di fatto il campanile e la chiesa stessa. Alla fine della guerra le opere (a parte una trafugata e perduta) tornano alla Pinacoteca.

## Descrizione

### Esterno

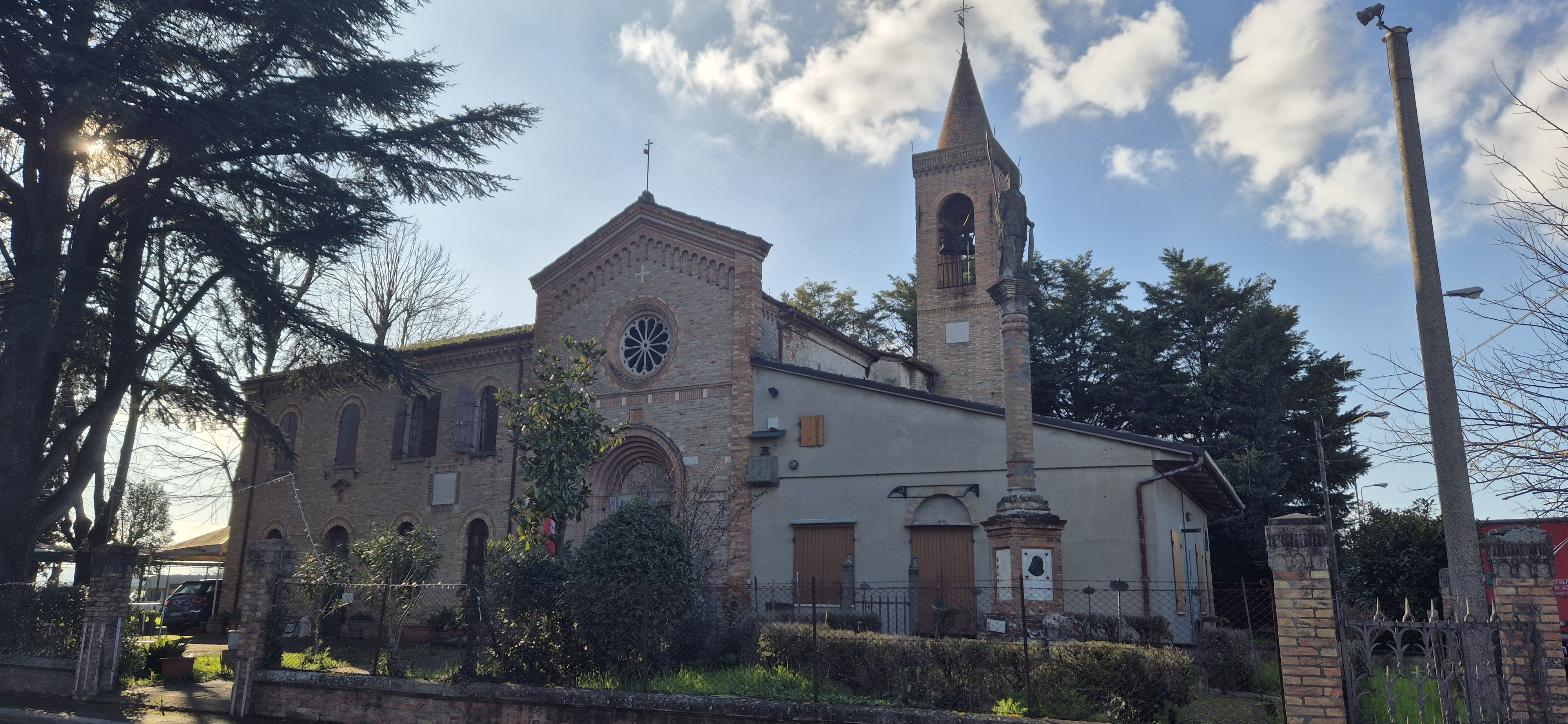
Chiesa di San Giorgio, Forlì (visione d'insieme)

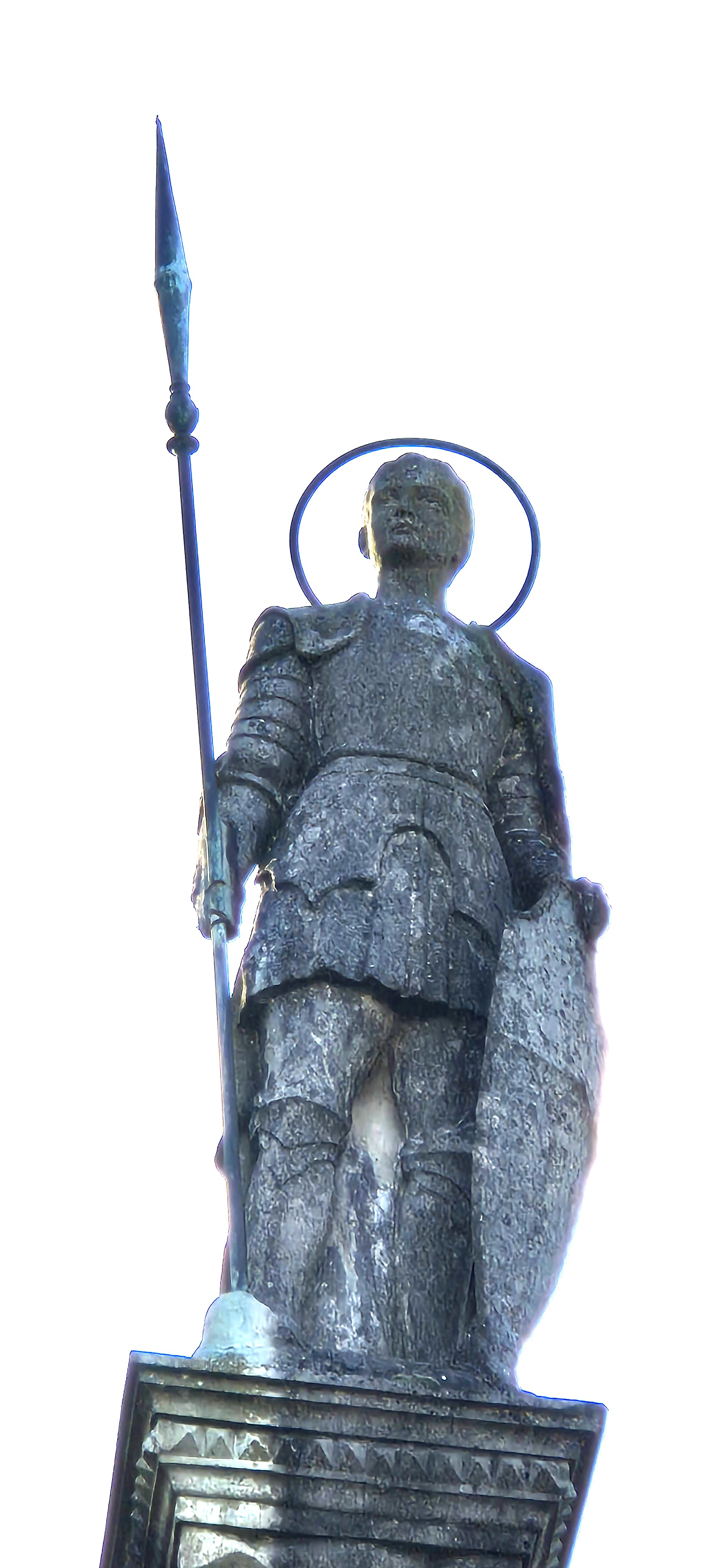
Statua di San Giorgio

L'esterno della chiesa si presenta in stile neoromanico. Dopo le modifiche settecentesche, si era persa la forma originaria, mentre con il nuovo assetto si recuperano forme tradizionali del territorio padano, con i mattoni a faccia vista e gli inserti in pietra bianca. Il portale strombato presenta una lunetta decorata con un rilievo raffigurante la Madonna con il Bambino che rappresenta la Madonna del Fuoco con ai lati San Mercuriale e San Giorgio, realizzata in rilievo in pietra dal parroco Eugenio Servadei Mingozzi che era anche artista. A lato si trova un'epigrafe in marmo di Verona, con i versi che Giosuè Carducci dedica a San Giorgio (Io vo' vedere il cavalier de' Santi, Il Santo io vo' veder de' cavalieri) 
Il rosone si apre in corrispondenza del portale e presenta una decorazione in pietra. Gli spioventi del tetto hanno una decorazione ad archetti pensili. Due lesene sporgenti incorniciano la struttura. 
A sinistra si trova la canonica, edificata nel 1932 con forme neo-romaniche armonizzate con la chiesa. Dal lato opposto si trova il campanile ornato da modanature e archetti pensili con copertura conica.
Di fronte alla chiesa si trova il monumento ai caduti della Prima Guerra Mondiale, realizzato in mattoni e pietra è composto da un basamento di gradini, un elemento di raccordo con murate quattro lapidi, una, quella frontale, con l'effige bronzea della Madonna, l'altra che ricorda il giorno dell'inaugurazione (24 giugno 1934) più due con i nomi dei caduti, una colonna e una statua di San Giorgio armato con scudo e lancia.

### Interno
L'interno della chiesa presenta ancora in linea generale le forme settecentesche, ma inverte l'abside con la facciata e dunque il presbiterio risale alla fase novecentesca. La forma è ad aula unica longitudinale. La decorazione è realizzata con stucchi. 
Per accedere all'Altare Maggiore si sale un gradino in marmo di Siena, mentre l'altare vero e proprio è realizzato a marmoridea dai fratelli Achille e Paolo Lega e precedentemente era collocato nella cappella dedicata a San Giuseppe nella Cattedrale. L'ancona è in legno intagliato e dorato e risale al XVI secolo. Il quadro di san Giorgio a cavallo che sconfigge il drago è un'opera della fine del XVI secolo di scuola bolognese. I quadri degli altari laterali sono opere di Pietro Saltarelli e rappresentano La Madonna del Rosario con san Domenico e santa Caterina, e Sant'Antonio di Padova con san Luigi Gonzaga e santa Liberata vergine.
Nella cappella del Rosario sono presenti due affreschi conservati solo in parte, del XVI secolo, ritrovati durante i restauri alla chiesa nel giugno 1915. Il fonte battesimale di marmo greco è del 1450. Vicino al fonte si trova una lapide sepolcrale con stemma alla memoria del barone Galeazzo Numai, morto nel 1859, della figlia Cornelia e del nipote che abitavano in una villa che si trovava al numero 7 della via della parrocchia.
In chiesa sono conservati anche una Pace in bronzo argentato del Cinquecento, paramenti sacri in stoffa antica, un turibolo argentato del Settecento con testine di Serafino e un reliquiario in argento della prima metà del XVIII secolo.